# Валериу Ракита
Валериу Ракита (на румънски Valeriu Răchită) е бивш централен защинтик на Румънския нац. отбор и на Литекс (Ловеч). Понастоящем е старши треньор едновременно на втородивизионния Петролул Плоещ, както и на Б отбора на Румъния. Валериу Ракита е състезател на „оранжевите“ през сезоните 2000/01 и 2001/02, в които изиграва 42 мача и вкара 3 гола. Освен това печели и Купата на България за 2001 година. В Европейските клубни турнири има изиграни девет срещи и един отбелязан гол срещу АЕК в Атина. Един от най-добрите чуждестранни централни защитници, играли в Литекс и българското първенство. След края на състезателната си кариера става треньор по футбол. През 2007 г. отказва покана от ръководството на ловчанлии да се завърне в клуба и да влезе в спортно-техническия щаб на тогавашния треньор Ферарио Спасов.

## Успехи
Петролул Плоещ
- Купа на Румъния: 1994-95

 Стяуа Букурещ
- Шампион: 1996–97, 1997–98
- Купа на Румъния: 1996–97
- Суперкупа на Румъния: 1997–98

 Литекс (Ловеч)
- Купа на България: 2000-01